# L.U.Z.A.
L.U.Z.A. (původně Lúza) je slovenská hip-hopová skupina, kterou tvoří členové Čistychov, Slipo a DJ Hajtkovič.

## Biografie
Všichni členové pocházejí z bratislavské čtvrti Petržalka, kde v roce 1996 založili skupinu Lúza. V roce 1997 vydali své demo „Lúza vs. Polícia“. O rok později se spojili s další bratislavskou skupinou Drvivá Menšina a dali vzniknout uskupení Názov Stavby. V roce 2000 společně vydaly vinylový nosič „Lúza Drvivá menšina - Názov Stavby EP“. V roce 2003 vyšlo oficiální album Názvu Stavby s názvem Reč Naša. První studiové album skupiny L.U.Z.A. bylo vydáno až v roce 2007 a jmenovalo se 3mená 4písmená. V hudebních cenách Aurel bylo vyhlášeno nejlepším hip-hopovým albem roku 2007.

## Diskografie

### Studiová alba
- 2007: 3mená 4písmená
- 2015: Legenda

### Dema
- 1997: Lúza vs. Polícia

### Ostatní
- 2000: Názov Stavby - Názov Stavby EP (vinyl)
- 2000: Názov Stavby - LúzaDrviváMenšina (Demo CD)
- 2003: Názov Stavby - Reč naša
- 2004: Čistychov - Né produkt
- 2008: Čistychov - Posledný doberman
- 2011: Čistychov - Rap/Evolúcia (P.D.P.)
- 2014: Slipo & Hajtkovič - Kde je rap?

## Videoklipy
- 2005 - Aby si niečo...
- 2007 - Večer s lúzou (+ Mišo Biely)
- 2008 - Sám Sebou / Kto do teba kameň
- 2013 - Víkend (+ Mišo Biely)
- 2015 - Priamo z Petržalky II